# 섬너 겟첼

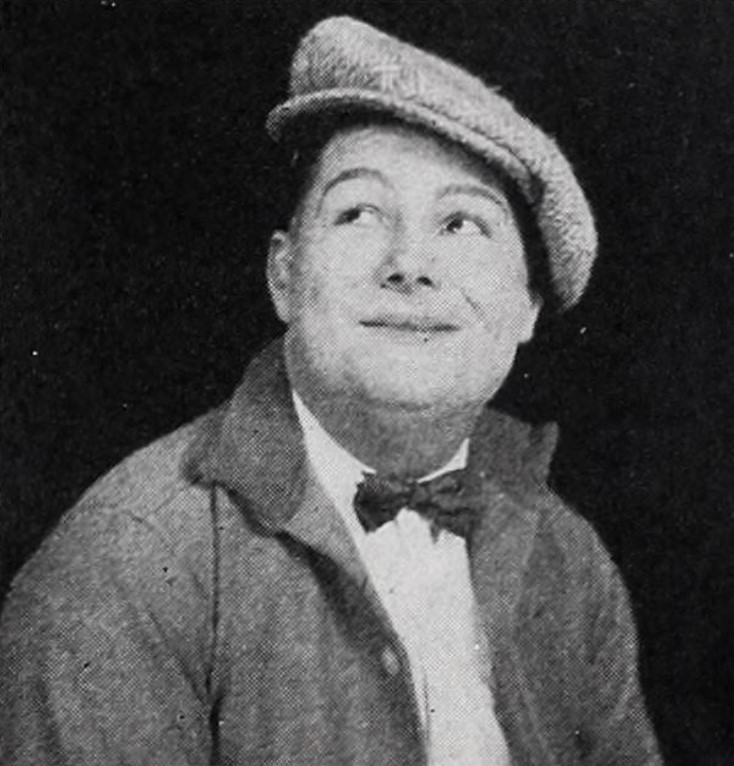

섬너 겟첼(Sumner Getchell, 1906년 10월 20일 ~ 1990년 9월 21일)은 미국의 배우이다.
오클랜드에서 태어났다.

## 영화
- 마이 럭키 스타 (1938년)
- 고 인투 유어 댄스 (1935년)
- 서커스의 모녀 (1935년)
- 캣 앤 더 피들 (1934년)
- 장난감 나라 (1934년)
- 첫 항해 (1933년)
- 더 선-도터 (1932년)